# Gabriel Batistuta
Gabriel Omar Batistuta, Spitzname Batigol (* 1. Februar 1969 in Reconquista), ist ein ehemaliger argentinischer Fußballspieler.
Batistuta ist mit 168 Toren bis heute der erfolgreichste Torschütze der AC Florenz und liegt in der ewigen Bestenliste der Torschützen der höchsten italienischen Spielklasse mit 184 Toren in 318 Spielen auf dem neunten Platz. Im März 2004 wurde er von Pelé in die FIFA 100, die Liste mit den 125 besten noch lebenden Fußballern, aufgenommen.

## Karriere

### Im Verein
In Italien verbrachte Batistuta, der wie viele argentinische Fußballspieler italienische Vorfahren hat, die meiste Zeit seiner Karriere und hat dort bis heute einen Legendenstatus. In Florenz, wo er unter anderem mit Stefan Effenberg spielte, errichteten die Viola-Fans im Jahr 1996 eine lebensgroße Bronzestatue zu seinen Ehren. Im März 2005 beendete er nach einer Serie von Verletzungen seine Karriere.
Batistuta begann seine Profikarriere 1988 beim argentinischen Klub Newell’s Old Boys, für den er bereits als Jugendlicher gespielt hatte. In seiner ersten Saison schaffte es der Angreifer nicht, sich durchzusetzen. Aus diesem Grund wurde er bald darauf an den unterklassigen Verein Deportivo Italiano aus Buenos Aires verliehen, zu dessen Top-Torschützen er aufstieg. Im Sommer 1989 wechselte Batistuta zu einem der bekanntesten Vereine Argentiniens, zu River Plate. Auch dort entwickelte er sich zum Leistungsträger, wurde aber nach Problemen mit Trainer Daniel Passarella aus dem Kader gestrichen. Nach nur einem Jahr bei den Los Millonarios wechselte er zum großen Konkurrenten Boca Juniors. Wegen längerer Zeit ohne Spielpraxis konnte er nicht mehr an die Leistungen aus der vorigen Spielzeit anknüpfen. Erst als Óscar Tabárez neuer Bocas-Trainer wurde, setzte dieser vermehrt auf Batistuta und führte ihn zu alter Stärke zurück, sodass ihm in seiner zweiten Spielzeit zwanzig Treffer in 29 Pflichtspielen gelangen. 

#### AC Florenz
Im Sommer 1991 wechselte der Stürmer nach Europa und unterzeichnete bei der AC Florenz. In seiner Debüt-Saison in der Serie A gelangen dem Offensivspieler sofort dreizehn Ligatreffer. In der Folgesaison steigerte er seine Anzahl um drei Tore. Trotz dieser Treffer konnte Batistuta den Abstieg in die Serie B nicht abwenden. Die Fiorentina, bei der u. a. Stefan Effenberg im Kader stand, schaffte im Folgejahr den sofortigen Wiederaufstieg. Während der Spielzeit 1994/95 brach der Argentinier den dreißig Jahre alten Rekord von Ezio Pascutti, indem er in den ersten elf Begegnungen je einmal den gegnerischen Torhüter überwand. Zum Saisonende standen 26 Tore auf der Torbilanz des Stürmers, womit er sich den Titel des Torschützenkönigs sicherte. Zur Saison 1995/96 gewann die Mannschaft die Coppa Italia und die Super Coppa. Zum Meistertitel reichte es seit seiner Ankunft in Florenz aber nicht. Schließlich drohte der Spieler, der in Italien mittlerweile den Status eines Superstars erreichte, die ACF zu verlassen. Aus diesem Grund verpflichtete der Vorstand zur Ligabeginn 1998/99 Giovanni Trapattoni als neuen Trainer, der zuvor bereits Top-Teams wie den FC Bayern München, Juventus Turin, die AC Mailand und Inter Mailand trainiert hatte. Mit Trap reichte es aber nur zu Rang drei. Auch in der Folgesaison blieb der angestrebte Erfolg, die Meisterschaft, aus und so entschied sich Batistuta im Sommer 2000 zu einem Wechsel zum Hauptstadtklub AS Rom. 

#### Meister mit AS Rom
Trotz einiger Verletzungen schoss der Stürmer 20 Tore bei seinem neuen Verein. Damit war er bester Angreifer seines Teams und viertbester der Liga, womit er seiner Mannschaft zum ersten Meistertitel seit 1983 und dritten Ligaerfolg überhaupt in der Roma-Vereinsgeschichte verhelfen konnte. Kurz darauf sicherte er sich zudem zum zweiten Mal in seiner Karriere den Italienischen Supercup. Wegen Formschwäche zur Saison 2002/03 entschieden die Rom-Verantwortlichen, den Angreifer zur Rückrunde an Ligakonkurrent Inter Mailand zu verleihen. Aber auch bei der Internazionale schaffte er die Leistungsverbesserung nicht. Im Sommer 2003, am Ende seiner Laufbahn, unterschrieb er bei al-Arabi aus Katar. Dort gelangen ihm 25 Treffer in 21 Spielen, womit er einen Liga-Rekord aufstellte und zum Ende der Spielzeit mit dem „Goldenen Schuh“ ausgezeichnet wurde. Im Jahr 2008 wurde Batistutas Tore-Rekord vom Brasilianer Clemerson de Araújo Soares auf 27 Treffer verbessert.

### In der Nationalmannschaft
Sein Debüt in der argentinischen Nationalmannschaft gab Batistuta 1991. 1991 und 1993 gewann er mit Argentinien die Copa América. Er spielte die WM-Turniere 1994 in den USA und 1998 in Frankreich und fuhr 2002 mit Argentinien als Titelfavorit zur Fußball-Weltmeisterschaft 2002 nach Japan und Südkorea. In der Vorrunde erzielte er den 1:0-Siegtreffer gegen Nigeria. Nach einer Niederlage gegen England und einem Unentschieden gegen Schweden schied er mit seiner Nationalmannschaft bereits in der Vorrunde aus und erklärte anschließend seinen Rücktritt. 
Batistuta ist der einzige Spieler, dem bei zwei Weltmeisterschaftsendrunden drei Tore in einem Spiel gelangen (1994 in den USA beim 4:0 gegen Griechenland und 1998 in Frankreich beim 5:0 gegen Jamaika). In 78 Länderspielen erzielte er 56 Tore und war damit der erfolgreichste Torschütze in der Geschichte des argentinischen Teams, bis Lionel Messi diese Marke am 1. September 2016 einholte – dafür allerdings 114 Spiele benötigte –, und sie am 15. November 2016 übertraf. Aus diesem Grunde ist sein Spitzname auch „Batigol“.

## Erfolge/Titel
Als Nationalspieler
- Copa América: 1991, 1993
- Confed Cup: 1992

Mit seinen Vereinen
- Italienischer Meister: 2000/01
- Italienischer Pokalsieger: 1995/96
- Italienischer Supercupsieger: 1996, 2001
- Italienischer Zweitligameister: 1993/94
- Rekordtorschütze der AC Florenz

Auszeichnungen
- Südamerikas Fußballer des Jahres: 1991
- Argentiniens Fußballer des Jahres: 1998
- Bester ausländischer Spieler der Serie A: 1998
- FIFA 100
- Torschützenkönig:
  - Copa América: 1991, 1995
  - Confed Cup: 1992
  - Serie A: 1995
  - Coppa Italia: 1996
  - Qatar Stars League: 2004
  - Zweitbester Torschütze („Silberner Schuh“) bei der WM 1998

Andere Auszeichnungen
- Im Oktober 2016 wurde Batistuta Ehrenbürger der Stadt Florenz.[3]

## Saisonstatistik
| Verein            | Liga               | Saison          | Liga   | Liga | Nat. Pokal | Nat. Pokal | Europapokal | Europapokal | Andere | Andere | Gesamt | Gesamt |
| Verein            | Liga               | Saison          | Spiele | Tore | Spiele     | Tore       | Spiele      | Tore        | Spiele | Tore   | Spiele | Tore   |
| ----------------- | ------------------ | --------------- | ------ | ---- | ---------- | ---------- | ----------- | ----------- | ------ | ------ | ------ | ------ |
| Newell’s Old Boys | Primera División   | 1988/89         | 16     | 4    | -          | -          | 5           | 3           | -      | -      | 21     | 7      |
| Gesamt            | Gesamt             | Gesamt          | 16     | 4    | -          | -          | 5           | 3           | -      | -      | 21     | 7      |
| River Plate       | Primera División   | 1989/90         | 19     | 3    | -          | -          | -           | -           | -      | -      | 19     | 3      |
| Gesamt            | Gesamt             | Gesamt          | 19     | 3    | -          | -          | -           | -           | -      | -      | 19     | 3      |
| Boca Juniors      | Primera División   | 1990/91         | 30     | 13   | -          | -          | 10          | 6           | -      | -      | 40     | 19     |
| Gesamt            | Gesamt             | Gesamt          | 30     | 13   | -          | -          | 10          | 6           | -      | -      | 40     | 19     |
| AC Florenz        | Serie A            | 1991/92         | 27     | 13   | 3          | 1          | -           | -           | -      | -      | 30     | 14     |
| AC Florenz        | Serie A            | 1992/93         | 32     | 16   | 3          | 3          | -           | -           | -      | -      | 35     | 19     |
| AC Florenz        | Serie A            | 1993/94         | 26     | 16   | 4          | 3          | 2           | 2           | -      | -      | 32     | 21     |
| AC Florenz        | Serie A            | 1994/95         | 32     | 26   | 5          | 2          | -           | -           | -      | -      | 37     | 28     |
| AC Florenz        | Serie A            | 1995/96         | 31     | 19   | 8          | 8          | -           | -           | -      | -      | 39     | 27     |
| AC Florenz        | Serie A            | 1996/97         | 32     | 13   | 3          | 2          | 7           | 4           | -      | -      | 42     | 19     |
| AC Florenz        | Serie A            | 1997/98         | 31     | 21   | 5          | 3          | -           | -           | -      | -      | 36     | 24     |
| AC Florenz        | Serie A            | 1998/99         | 28     | 21   | 6          | 4          | 3           | 1           | -      | -      | 37     | 26     |
| AC Florenz        | Serie A            | 1999/00         | 30     | 23   | 3          | 0          | 11          | 6           | -      | -      | 44     | 29     |
| Gesamt            | Gesamt             | Gesamt          | 269    | 168  | 40         | 26         | 23          | 13          | -      | -      | 332    | 207    |
| AS Rom            | Serie A            | 2000/01         | 28     | 20   | -          | -          | 3           | 1           | -      | -      | 31     | 21     |
| AS Rom            | Serie A            | 2001/02         | 23     | 6    | 1          | 0          | 8           | 0           | -      | -      | 32     | 6      |
| AS Rom            | Serie A            | 2002/03         | 12     | 4    | 2          | 1          | 6           | 1           | -      | -      | 20     | 6      |
| Gesamt            | Gesamt             | Gesamt          | 63     | 30   | 3          | 1          | 17          | 2           | -      | -      | 83     | 33     |
| Inter Mailand     | Serie A            | 2002/03         | 12     | 2    | -          | -          | -           | -           | -      | -      | 12     | 2      |
| Gesamt            | Gesamt             | Gesamt          | 12     | 2    | -          | -          | -           | -           | -      | -      | 12     | 2      |
| al-Arabi          | Qatar Stars League | 2003/04         | 18     | 25   | -          | -          | -           | -           | -      | -      | 18     | 25     |
| al-Arabi          | Qatar Stars League | 2004/05         | 3      | 0    | -          | -          | -           | -           | -      | -      | 3      | 0      |
| Gesamt            | Gesamt             | Gesamt          | 21     | 25   | -          | -          | -           | -           | -      | -      | 21     | 25     |
| Karriere Gesamt   | Karriere Gesamt    | Karriere Gesamt | 430    | 245  | 43         | 27         | 55          | 24          | -      | -      | 528    | 296    |

## Polo
Angeregt durch die Freundschaft mit dem argentinischen Polospieler Adolfo Cambiaso, fing Batistuta in den letzten Jahren an, Polo zu spielen, und hat mittlerweile Handicap 0 erreicht. 2009 nahm er an der „Argentina Polo Tour“ teil. Er spielte zusammen mit Cambiaso im Team „Loro Piana“ und gewann mit diesem den „Copa Stella Artois“. Batistuta hat ein eigenes Polo-Team namens „La Gloria“, mit dem er 2016 im Copa Ciudad de Reconquista den dritten Platz erreichte.